# Toru Iwatani
Tōru Iwatani (岩谷 徹, Iwatani Tōru, Meguro, Tóquio, 25 de janeiro de 1955) é um designer de jogos para Vídeo-game japonês e criador dos jogos Pac-Man e Pole Position, que se tornou o mais influente jogo eletrônico de corrida de todos os tempos. Iwatani foi interpretado por Denis Akiyama no filme Pixels (2015).